# Вештачки сателит
Сателит (од лат. satelles, генитив satellitis: пратилац, помоћник) вештачка је творевина која кружи у орбити око Земље. Она је направљена да послужи људима за разне потребе. Већином се користи за телекомуникацију или осматрање, мада је распрострањена и војна употреба. Први вештачки сателит био је руски сателит Спутњик, лансиран 4. октобра 1957. године у част годишњице Октобарске револуције. Тренутно око Земље орбитира више од 5000 сателита који функционишу и још толико тела људског порекла која немају никакву функцију (стари сателити, разни делови ракета и остао свемирски отпад). Постоје вештачки сателити који су у орбити око Сунца, или других планета, а чак постоје сателити који напуштају Сунчев систем и одлазе у међузвездани простор. Постоји разне врсте сателита подељених по намени: телекомуникациони, метеоролошки, астрономски, навигациони, минијатурни, сателити за посматрање планете, војни сателити, и свемирске станице.
Да би тело постало сателитом, лансира се помоћу ракете носача, ракетоплана или другог погонскога система, при чем оно постиже одговарајућу космичку брзину, која му омогућава да се без даљњег погона креће сталном путањом све док га судари с честицама прашине или плинова не успоре. Путања сателита се подешава (коригује) уз помоћ ракетних мотора, те од залиха горива зависи радни век сателита (од неколико дана до више десетака година). Историја вештачких сателита поклапа се с историјом астронаутике, те је тако руски сателит Спутњик 1 био прво људском руком израђено тело у свемиру.

## Подела
Данас вештачки сателити учествују у различитим људским делатностима, а конструкцијски и опремом разликују се понајприје према намени.

### Комуникациони сателити
Комуникациони сателити опремљени су појачалима и антенским суставима који омогућују истодобно успостављање двосмерних комуникација између тачака на Земљи, пренос аналогних или дигиталних сигнала (телефонских, телевизијских, интернетских) електромагнетним таласима у високофреквенцијском подручју. Истој групи припадају радиодифузијски сателити, који разашиљу информације (на пример телевизијски програм) из једног извора широком кругу корисника .

### Сателити за даљинска истраживања
Сателити за даљинска истраживања снимају Земљу у видљивом и инфрацрвеном делу спектра те проводе радарска мотрења Земље. Савремени сателити имају велик број мерних канала (до 224) те велику разлучивост (до 1 метар), што омогућује многе примене у картографији, метеорологији, геофизици, геодезији, пољопривреди, шумарству, екологији и тако даље (даљинска истраживања).

### Метеоролошки сателити
Метеоролошки сателити снимају Земљу из поларних или стационарних путања (геостационарни сателит), у видљивом или инфрацрвеном подручју спектра електромагнетског зрачења, с разлучивости предмета величине од 1 до 2 километра прилагођеном метеоролошким потребама. Често прикупљају и преносе податке из аутоматских метеоролошких станица са Земље.

### Геодетски и геофизички сателити
Геодетски и геофизички сателити служе за одређивање величине и облика Земље, координата проматраних тачака на њезиној површини, за мерење Земљина гравитационог поља, праћење кретање Земљиних тектонских плоча, мотрење сеизмички активних подручја, мерење положаја Земљине осе ротације, прецизно одређивање трајања дана и друго.

### Навигацијски сателити
Навигацијски сателити организовани су у функционалне системе, који дају податке уз помоћ којих преносни пријемници на Земљи могу прецизно одредити свој положај. Такав је глобални положајни систем или ГПС, који је у последње доба постао незаменљив, како за навигацију ваздухоплова, бродова и слично, тако и при геодетским радовима.

### Астрономски сателити
Астрономски сателити опремљени су мерним инструментима за бележење података у свим фреквенцијским подручјима.

### Истраживачки сателити
Истраживачки сателити лансирају се ради проучавања неке групе појава (феномена), као што су међуделовања (интеракције) Земљине и Сунчеве магнетосфере, горњих слојева Земљине атмосфере, елементарних честица високе енергије, биолошких појава везаних уз бестежинско стање и тако даље.

### Војни сателити
Војни сателити могу бити телекомуникацијски, извиђачки, навигацијски, метеоролошки, те сателити за електроничко извиђање, за откривање лансирања ракета и тако даље, а постојале су идеје да их се користи као одбрамбено оружје (на пример рат звезда).

## Делови
Вештачки сателити, као сложени конструкцијски склопови, садрже низ посебних целина и решења прилагођених раду у свемиру.

### Механичка конструкција
Механичка конструкција сателита мора издржати оптерећења и вибрације којима је изложена током лансирања, као и велике промене температуре (на пример при заласку сателита обасјаног Сунцем у Земљину сену). Изложени делови конструкције подложни су трошењу због удара честица свемирске прашине, а проблем представља и накупљање статичког електрицитета. Део механичке конструкције сателита може бити херметично затворен.

### Управљачки систем
Управљачки систем састоји се од електронског рачунара који управља радом сателита у складу с подацима о стању сателита, предвиђеним програмом рада те наредбама из управљачког средишта са Земље. Сигурност рада омогућује резервни систем, на који се може пребацити управљање сателитом, наредбом из управљачког средишта или реакцијом подсистема за самостално откривање и изоловање квара.

### Систем за везу
Систем за везу осигурава сателиту комуникацију с управљачким средиштем на Земљи. Састоји се од примопредајне антене, радиопријемника и радиоодашиљача те уређаја који информације прилагођавају преносу. Комуникације са сателитима одржавају се радијским, а у новије доба и ласерским примопредајницима.

### Извори електричне енергије
Извори електричне енергије одабирају се у складу с енергетским потребама и предвиђеним веком сателита. За краће су летове извор енергије горивни чланци или акумулатори. За сателите дужега радног века, уобичајени су извор сунчане батерије употпуњене акумулаторима за раздобље док се сателит налази у Земљиној сени. Нуклеарни извори користе се код сателита с високом потрошњом енергије (на пример код војних сателита за радарско посматрање).

### Систем за терморегулацију
Систем за терморегулацију омогућава одржавање подсустава сателита унутар предвиђених температурних вредности, то јест осигурава одвођење топлоте с делова сателита обасјаних Сунцем. У херметично затвореним деловима сателита критичне се тачке могу хладити и струјањем плина, најчешће азота.

### Систем за оријентацију
Систем за оријентацију добија податке о положају сателита уз помоћ мерних давача (сензора) или жироскопа. За одржавање жељеног стабилног положаја те за промене положаја, то јест путање (орбите), сателити су најчешће опремљени ракетним моторима. Те се промене прорачунавају тако да се изведу с најмањим утрошком горива, те се прелазак с путање мањег на путању већег полупречника проводи такозваном Хохмановом трансферном путањом, у чијој се најудаљенијој тачки, када сателит има најмању брзину, према потреби, мења и раван путање.

## Прва космичка брзина
Прва космичка брзина или брзина кружења  зависи од гравитационе константе небеског тела G, његовој маси M и о полупречнику кружне стазе r:
{\displaystyle v_{k}={\sqrt {\frac {G\cdot M}{r}}}}
Иако због отпора атмосфере стазе сателита око Земље на висинама мањима од 200 километара нису могуће, прва космичка брзина на површини Земље теоретски износи 7,91 , на површини Месеца 1,68 , Марса 3,56 .

### Кружење сателита
Исак Њутн је схватио да је кружно кретање састављено од две компоненте, од кретања сталном брзином по правцу и од једноликог убрзаног кретања са смером према средишту кружења. Кад не би било привлачења, тело би једноликом брзином  одмицало по правцу и за време t прешло пут . Али истодобно, због гравитацијског привлачења, тело пада према центру и у том паду, у време t, превали пут . Ако тело ипак остаје на кружници, мора бити да оно у време t за толико одмакне од кружнице за колико уједно и падне на кружницу! Тај процес присутан је на сваком месту кружнице, на сваком ма како малом одсечку пута. Ако би брзина кретања v била мања од брзине кружења , то тело би због слободног пада пришло средишту Земље више него што би се у једноликом кретању по правцу од ње одмакнуло, те би тако прелазило с кружнице већег полупречника на кружницу мањег полупречника, те би у спирали напокон пало на Земљу.
Присилимо ли неко тело да се на каруселу креће брзином v, тада оно у смеру према центру има убрзање g (центрипетално убрзање). Између брзине кретања v по кружној стази полупречника r и центрипеталне акцелерације g постоји веза:
{\displaystyle g={\frac {v^{2}}{r}}}
Креће ли се тело по кружници и појача ли се центрипетална сила, порашће и убрзање и брзина. Међутим ако је сила привлачења гравитацијска, а у центру кретања налази се маса M, тада је центрипетална акцелерација потпуно одређена и једнака изразу:
{\displaystyle g=G\cdot {\frac {M}{r^{2}}}\ }
Тим условом се за дати полупречник стазе од свих могућих центрипеталних убрзања одабира само једно убрзање (акцелерација), а њој одговара само једна, потпуно одређена брзина. Изједначавањем горња два израза, добија се:
{\displaystyle v=v_{k}={\sqrt {\frac {G\cdot M}{r}}}}
За Земљу брзина кружења или орбитална брзина на самој површини (r = 6 378 km) износила би 7 910  или 7,91 km/s. Та се брзина зове и првом космичком брзином. На сваком другом нивоу изнад површине Земље брзина кружења има другу вредност.

## Земље са лансирном способношћу
Мада данас многе државе (и компаније) имају своје сателите у орбити, свега 9 држава је способно да самостално лансира вештачки сателит:
| Држава           | Година првог лансирања | Први сателит      |
| ---------------- | ---------------------- | ----------------- |
| Совјетски Савез  | 1957                   | Спутњик 1         |
| САД              | 1958                   | Експлорер 1       |
| Француска        | 1965                   | Астерикс          |
| Јапан            | 1970                   | Ошуми             |
| Кина             | 1970                   | Исток је црвен 1  |
| Велика Британија | 1971                   | Просперо X-3       |
| Индија           | 1980                   | Рохини            |
| Израел           | 1988                   | Хоризонт 1        |
| Иран             | 2009                   | Нада 1            |
| Северна Кореја   | 2012                   | Кванг Муонгсонг-3 |